# Grande Prêmio da Áustria de 1985
Resultados do Grande Prêmio da Áustria de Fórmula 1 realizado em Österreichring em 18 de agosto de 1985. Décima etapa do campeonato, foi vencido pelo francês Alain Prost, da McLaren-TAG/Porsche, com Ayrton Senna em segundo pela Lotus-Renault e Michele Alboreto em terceiro pela Ferrari.

## Resumo
Este Grande Prêmio foi marcado pelo visualmente o maior acidente de Fórmula 1 quando a Ligier de Andrea de Cesaris capotou.

## Classificação

### Treinos oficiais
| Pos.    | N.º | Piloto             | Construtor             | Q1        | Q2        | Grid     |
| ------- | --- | ------------------ | ---------------------- | --------- | --------- | -------- |
| 1       | 2   | Alain Prost        | McLaren-TAG/Porsche    | 1:25.490  | s/ tempo  | —        |
| 2       | 5   | Nigel Mansell      | Williams-Honda         | 1:26.453  | 1:26.052  | + 0.562  |
| 3       | 1   | Niki Lauda         | McLaren-TAG/Porsche    | 1:26.250  | 1:26.727  | + 0.760  |
| 4       | 6   | Keke Rosberg       | Williams-Honda         | 1:26.333  | 1:26.762  | + 0.843  |
| 5       | 7   | Nelson Piquet      | Brabham-BMW            | 1:26.568  | 1:26.404  | + 0.914  |
| 6       | 19  | Teo Fabi           | Toleman-Hart           | 1:26.664  | 11:12.639 | + 1.174  |
| 7       | 11  | Elio de Angelis    | Lotus-Renault          | 1:26.799  | s/ tempo  | + 1.309  |
| 8       | 15  | Patrick Tambay     | Renault                | 1:27.722  | 1:27.502  | + 2.012  |
| 9       | 27  | Michele Alboreto   | Ferrari                | 1:29.774  | 1:27.516  | + 2.026  |
| 10      | 22  | Riccardo Patrese   | Alfa Romeo             | 1:29.485  | 1:27.851  | + 2.361  |
| 11      | 8   | Marc Surer         | Brabham-BMW            | 1:27.954  | 1:50.796  | + 2.464  |
| 12      | 28  | Stefan Johansson   | Ferrari                | 1:28.134  | 1:27.961  | + 2.471  |
| 13      | 16  | Derek Warwick      | Renault                | 1:30.602  | 1:28.006  | + 2.516  |
| 14      | 12  | Ayrton Senna       | Lotus-Renault          | 1:28.123  | 3:04.856  | + 2.633  |
| 15      | 26  | Jacques Laffite    | Ligier-Renault         | 1:29.181  | 1:28.249  | + 2.759  |
| 16      | 18  | Thierry Boutsen    | Arrows-BMW             | 1:28.617  | 1:28.262  | + 2.772  |
| 17      | 17  | Gerhard Berger     | Arrows-BMW             | 1:28.566  | 1:28.762  | + 3.076  |
| 18      | 25  | Andrea de Cesaris  | Ligier-Renault         | 1:28.666  | s/ tempo  | + 3.176  |
| 19      | 20  | Piercarlo Ghinzani | Toleman-Hart           | 1:28.894  | s/ tempo  | + 3.404  |
| 20      | 23  | Eddie Cheever      | Alfa Romeo             | 1:29.031  | 1:29.608  | + 3.541  |
| 21      | 10  | Philippe Alliot    | RAM-Hart               | 1:32.766  | 1:29.827  | + 4.337  |
| 22      | 3   | Stefan Bellof      | Tyrrell-Renault        | 1:31.022  | 1:30.514  | + 5.024  |
| 23      | 9   | Kenny Acheson      | RAM-Hart               | s/ tempo  | 1:35.072  | + 9.582  |
| 24      | 24  | Huub Rothengatter  | Osella-Alfa Romeo      | 1:35.329  | 1:58.090  | + 9.839  |
| 25      | 30  | Jonathan Palmer    | Zakspeed               | 1:36.060  | 1:35.787  | + 10.297 |
| 26      | 29  | Pierluigi Martini  | Minardi-Motori Moderni | 10:36.417 | 1:36.765  | + 11.275 |
| DNQ     | 4   | Martin Brundle     | Tyrrell-Ford           | 1:39.247  | 1:37.317  | + 11.827 |
| Fontes: |     |                    |                        |           |           |          |

### Corrida
| Pos.    | Nº | Piloto             | Construtor             | Voltas | Tempo/Diferença | Grid | Pontos |
| ------- | -- | ------------------ | ---------------------- | ------ | --------------- | ---- | ------ |
| 1       | 2  | Alain Prost        | McLaren-TAG/Porsche    | 52     | 1:20:12.583     | 1    | 9      |
| 2       | 12 | Ayrton Senna       | Lotus-Renault          | 52     | + 30.002        | 14   | 6      |
| 3       | 27 | Michele Alboreto   | Ferrari                | 52     | + 34.356        | 9    | 4      |
| 4       | 28 | Stefan Johansson   | Ferrari                | 52     | + 39.073        | 12   | 3      |
| 5       | 11 | Elio de Angelis    | Lotus-Renault          | 52     | + 1:22.092      | 7    | 2      |
| 6       | 8  | Marc Surer         | Brabham-BMW            | 51     | + 1 volta       | 11   | 1      |
| 7       | 3  | Stefan Bellof      | Tyrrell-Renault        | 49     | Pane seca       | 22   |        |
| 8       | 18 | Thierry Boutsen    | Arrows-BMW             | 49     | + 3 voltas      | 16   |        |
| 9       | 24 | Huub Rothengatter  | Osella-Alfa Romeo      | 48     | + 4 voltas      | 24   |        |
| 10      | 15 | Patrick Tambay     | Renault                | 46     | Motor           | 8    |        |
| Ret     | 26 | Jacques Laffite    | Ligier-Renault         | 43     | Acidente        | 15   |        |
| Ret     | 29 | Pierluigi Martini  | Minardi-Motori Moderni | 40     | Suspensão       | 26   |        |
| Ret     | 1  | Niki Lauda         | McLaren-TAG/Porsche    | 39     | Motor           | 3    |        |
| Ret     | 17 | Gerhard Berger     | Arrows-BMW             | 33     | Turbo           | 17   |        |
| Ret     | 19 | Teo Fabi           | Toleman-Hart           | 31     | Pane elétrica   | 6    |        |
| Ret     | 16 | Derek Warwick      | Renault                | 29     | Motor           | 13   |        |
| Ret     | 10 | Kenny Acheson      | RAM-Hart               | 28     | Motor           | 23   |        |
| Ret     | 7  | Nelson Piquet      | Brabham-BMW            | 26     | Cansaço físico  | 5    |        |
| Ret     | 5  | Nigel Mansell      | Williams-Honda         | 25     | Motor           | 2    |        |
| Ret     | 22 | Riccardo Patrese   | Alfa Romeo             | 25     | Motor           | 10   |        |
| Ret     | 30 | Jonathan Palmer    | Zakspeed               | 17     | Motor           | 25   |        |
| Ret     | 9  | Philippe Alliot    | RAM-Hart               | 16     | Turbo           | 21   |        |
| Ret     | 25 | Andrea de Cesaris  | Ligier-Renault         | 13     | Capotou         | 18   |        |
| Ret     | 23 | Eddie Cheever      | Alfa Romeo             | 6      | Turbo           | 20   |        |
| Ret     | 6  | Keke Rosberg       | Williams-Honda         | 4      | Pressão do óleo | 4    |        |
| DNS     | 20 | Piercarlo Ghinzani | Toleman-Hart           | 0      | Não relargou    | 19   |        |
| Fontes: |    |                    |                        |        |                 |      |        |

## Tabela do campeonato após a corrida
| Pos.    | Piloto           | Pontos |
| ------- | ---------------- | ------ |
| 1       | Alain Prost      | 50     |
| 2       | Michele Alboreto | 50     |
| 3       | Elio de Angelis  | 28     |
| 4       | Stefan Johansson | 19     |
| 5       | Keke Rosberg     | 18     |
| Fontes: |                  |        |

| Pos.    | Equipe              | Pontos |
| ------- | ------------------- | ------ |
| 1       | Ferrari             | 72     |
| 2       | McLaren-TAG/Porsche | 55     |
| 3       | Lotus-Renault       | 43     |
| 4       | Williams-Honda      | 24     |
| 5       | Brabham-BMW         | 15     |
| Fontes: |                     |        |

- Nota: Somente as primeiras cinco posições estão listadas. Entre 1981 e 1990 cada piloto podia computar onze resultados válidos por temporada não havendo descartes no mundial de construtores.